# Dave Fennell
Pour les articles homonymes, voir Fennell.
(en) Statistiques sur statscrew
Dave Fennell (né le 4 février 1953) est un joueur canadien de football canadien jouant à la position de plaqueur défensif pour les Eskimos d'Edmonton. De 1974 à 1983, il participe à l'obtention de six coupes Grey. Il est membre du Temple de la renommée du football canadien depuis 1990.

## Biographie
Né à Edmonton en Alberta, Fennell gradue en droit à l'université de l'Alberta en 1979. Après  sa retraite du football, il co-fonde la compagnie minière Golden Star Resources afin d'exploiter des mines en Guyana. Il est également vice-président exécutif et directeur de la Miramar Mining Corporation.
Il est le père de John Fennell, membre de l'équipe de luge canadienne lors des Jeux olympiques d'hiver de 2014 à Sotchi en Russie.

## Carrière sportive
Avec les Eskimos, Fennell est nommé joueur défensif par excellence de la Ligue canadienne de football en 1978 et joueur canadien par excellence de la Ligue canadienne de football en 1979. Son surnom était Doctor Death. Il est également choisi sur l'équipe d'étoiles de la ligue pour cinq saisons consécutives, de 1977 à 1981.
Nommé au Temple de la renommée du football canadien en 1990 et au Temple de la renommée du sport en Alberta (en). En novembre 2006, il est élu à la 24e place du Top 50 des joueurs de la LCF (en) du réseau TSN. 